# Ľudmila Kraskovská
Ľudmila Kraskovská (Vilnius, 1904. június 26. – Pozsony, 1999. június 26.) ukrán származású szlovák régész, történész, numizmatikus, a szlovákiai régészet egyik megalapozója, Pozsony város régészetének jeles kutatója.

## Élete
Gimnáziumi tanár családjába született. Daugavpilsben érettségizett 1923-ban. 1924-től 1930-ig Prágában a Károly Egyetemen tanult. Tanulmányai elvégzése után rövid ideig a prágai Cseh Nemzeti Múzeumban, majd 1931-ben Pozsonyban a Szlovák Honismereti Múzeumban (a Szlovák Nemzeti Múzeum elődje) helyezkedett el. Itt Jan Eisner mellett dolgozhatott és a cseh kutatók távozása után a művészettörténeti és numizmatikai (amely átszervezéséhez nagy mértékben hozzájárult) gyűjteményt is kénytelen volt kezelni. 1940-től a régészeti részleg, majd az őskori tagozat vezetője (az intézmény neve ekkor Slovenské múzeum, 1961-ig) egészen 1975-ig. A múzeum átszervezése után figyelmét főleg a szláv régészet irányába összpontosította, főként délnyugat Szlovákia nagymorva birodalom ideji régészetére. 1951-től mint külsős előadó a Comenius Egyetemen is oktatott. 1956-ban a Szlovák Régészeti Társaság alapító tagja lett. 1950-1970 között mint külsős oktató a Comenius Egyetem bölcsészkarán adott elő.
Kassai arany éremleletet az elsők között volt módja megvizsgálni. Ásatott többek között Cseklészen (1958-59 temető), Jókúton (telep), Kassán (lásd: Kassai arany éremlelet), Kopcsányban (1961 templom), Szentgyörgyön (vár), Zobordarázson (vár) stb. Részt vett Pozsony város régészeti topográfiájának összeállításában is.

### Tagságai
- Limes Romanus komisszió
- A Szlovák Tudományos Akadémia Régészeti és Történeti Intézet tudományos tanács
- Association Internationale pour l'Histoire de Verre

### Elismerései
- 1968 A Szlovák Nemzeti Múzeum ezüstérme
- 1969 Andrej Kmeť díj
- 1974 A kultúra érdemes munkása
- 1975 Pozsony építője cím
- Szlovák Nőszövetség diplomája és plakettje

## Művei
- 1931 Západní vlivy v architektuře X.-XIII. století u východních Slovanů (diplomamunka)
- 1941 Nové nálezy slovanských pamiatok na Slovensku. Sborník Muzeálnej slovenskej spoločnosti XXXIV-XXXV.
- 1943 Archeologický výskum na Zobore pri Nitre. Sborník Slovenského národného múzea XXXVI-XXXVII, 217-227.
- 1949 K otázke datovania stredovekej keramiky. Historica Slovaca VI-VII, 135-153.
- 1949 Výskum slovanského pohrebišťa v Drážovciach, okres Nitra. Archeologické rozhledy I, 123-126, 146, 150.
- 1950 Nález rímskych pamiatok v Zohore. Archeologické rozhledy II, 68-70, 140, 148.
- 1950 Nové nálezy z doby slovanskej v Bešeňove na Slovensku. Archeologické rozhledy II, 186-188, 285, 292.
- 1951 Nález bronzov na Žitnom ostrove. Archeologické rozhledy III, 140-142, 145, 277, 286.
- 1951 Nález rímskeho hrobu v Rusovciach. Archeologické rozhledy III, 160-161, 170, 278, 287.
- 1951 Hroby z doby sťahovania národov na Žitnom ostrove. Archeologické rozhledy III, 320-321, 333, 382, 387-388.
- 1953 Birituálne pohrebište v Seredi. Slovenská archeológia I, 195-198.
- 1957 Laténske pohrebisko v Komjaticiach. Slovenská archeológia V, 347-349.
- 1958 Výskum v Bešeňove r. 1950. Slovenská archeológia VI, 419-447.
- 1959 Hroby z doby rímskej v Zohore. Slovenská archeológia VII, 99-143.
- 1959 Prvé výskumy na slovanskom mohylníku v Skalici. Slovenská archeológia VII, 163-185.
- 1960 Avarskoslovanské pohrebisko v Bernolákova na Slovensku. Archeologické rozhledy XII, 353-354, 366-369.
- 1961 Slovanské sídliská na Pomoraví. Pamárky Archeologické LII, 477-483.
- 1961 Výskum na hradisku v Drážovciach. Študijné zvesti 6, 161-184.
- 1962 Slovanské hradisko pri Devínskej Novej Vsi. Slovenská archeológia X, 241-252.
- 1962 Pohrebisko v Bernolákove. Slovenská archeológia X, 425-476.
- 1963 Nálezy z doby sťahovania národov na západnom Slovensku. Archeologické rozhledy XV, 693-700, 709.
- 1964 Veľkomoravské hradiská v Bratislavskej bráne. Vlastivedný časopis (Pamiatky a múzeá) 13/3, 119-122.
- 1965 Slovanské pohrebisko v Kopčanoch. Zborník SNM 59 – História 5, 19-49.
- 1967 Slovansko-avarské pohrebisko pri Záhorskej Bystrici na Slovensku. Archeologické rozhledy 19, 681-688, 228-230.
- 1968 Nálezy stredovekých a novovekých mincí na Slovensku (tsz. Jozef Hlinka, Jozef Novák)
- 1970 Hroby z doby slovansko-avarskej v Kuraľanoch. Študijné Zvesti 18, 370-372.
- 1970 Železné nástroje v slovansko-avarských hroboch. Sborník Národního Muzea 24, 99-104.
- 1970 Železné kovania zo slovansko-avarských hrobov v Záhorskej Bystrici. Slovenská archeológia 18, 23-28.
- 1970 Rusko-slovenský archeologický slovník
- 1971 Laténske a rímske relikty v slovansko-avarských hroboch na Slovensku. Zborník prác FFBU – E 16, 127-131.
- 1971 Pohrebisko z doby slovansko-avarskej pri Záhorskej Bystrici. Vlastivedný časopis (Pamiatky a múzeá) 20/2, 93-94.
- 1972 Slovansko-avarské pohrebisko pri Záhorskej Bystrici. Bratislava
- 1972 Rímske pohrebisko v Rusovciach. Archeologické rozhledy 24, 47-51.
- 1974 Gerulata-Rusovce I. Martin
- 1976 The Roman Cemetery at Gerulata Rusovce I.
- 1978 Roman Bronze Wessels from Slovakia
- 1978 Nálezy mincí na Slovensku III. Bratislava. (tsz. Jozef Hlinka, Eva Kolníková, Jozef Novák)
- 1981 Rímska vojenská stanica v Stupave. Vlastivedný časopis (Pamiatky a múzeá) 30/4, 179-181.
- 1981 Rímske pohrebisko v Rusovciach. Vlastivedný časopis (Pamiatky a múzeá) 30/4, 90-92.
- 1990 Náleziská z doby rímskej v Bratislave-Rusovciach. Zborník SNM 84-História 30, 17-29.
- 1990 Nálezy mincí v hroboch zo 14.-16. storočia na Slovensku. Slovenská Numizmatika 11, 211-217.
- 1991 Kolkované rímske tehly z polohy Bergl v Bratislave – Rusovciach. Zborník SNM 85-Archeológia 1, 49-68.
- 1991 Rímske pohrebiská v Bratislave-Rusovciach. Vlastivedný časopis (Pamiatky a múzeá) 40/3, 122-125.
- 1992 Drobné predmety z polohy Bergl v Bratislave-Rusovciach. Zborník SNM 86-Archeológia 2, 67-82.
- 1992 Nálezy mincí zo slovenských hradov. Slovenská Numizmatika 12, 45-51.
- 1993 K otázke osídlenia Devína v dobe rímskej. Zborník SNM 87-Archeológia 3, 33-39.
- 1993 Keltské sklo na Slovensku. Študijné zvesti AÚ SAV 29, 83-86.
- 1993 Toaletné predmety z hrobov 7.-8. storočia na Slovensku. Východoslovenský Pravek IV, 169-174.
- 1994 Mince a šperky. Slov. Num. 13, 125-130.
- 1994 Numizmatická zbierka Slovenského vlastivedného múzea. Zborník SNM 88-História 34, 201-204.
- 1994 Slovenské vlastivedné múzeum a profesor Jan Eisner. Zborník SNM 88-Archeológia 4, 175-177.
- 1995 Anton Točík a archeologické oddelenie Slovenského národného múzea. Zborník SNM 89-Archeológia 5, 145-148.
- 1995 Historický odbor Slovenského vlastivedného múzea v Bratislave. Zborník SNM 89-História 35, 151-154.
- 1996 K životnému jubileu PhDr. Eleny Minarovičovej. Slov. Num. 14, 237-247.
- 1996 Moje prvé stretnutie s Levom Zacharom. Zborník SNM 90-Archeológia 6, 7-8.
- 1996 Prínos Leva Zachara ku keltskému mincovníctvu v Bratislave. Zborník SNM 90-Archeológia 6, 9-12.
- 1996 Príspevok k osídleniu "Pieskov" v Zohore, okr. Bratislava – vidiek. Zborník SNM 90-Archeológia 6, 123-148.
- 1996 Za univ. prof. PhDr. Emanuelou Nohejlovou-Prátovou, DrSc. Slov. Num. 14, 268-270.
- 1996 Životné jubileum PhDr. Evy Kolníkovej, DrSc. Slov. Num. 14, 248-263.
- 1999 Z davnich časiv. Prjašiv

## Külső hivatkozások
- korzar.sme.sk
- bratislavske noviny.sk